# Albrecht VII. (Schwarzburg-Rudolstadt)

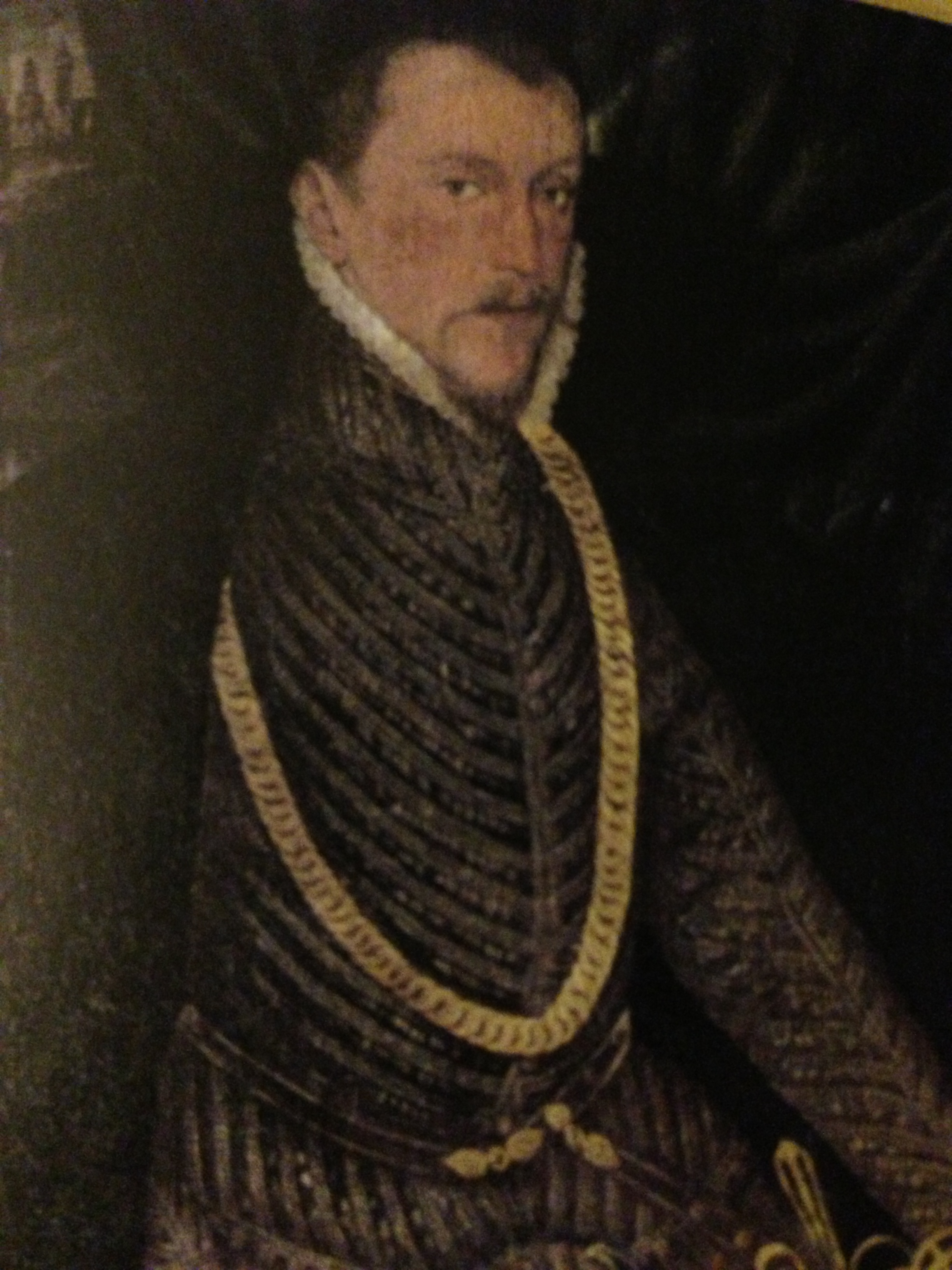
Graf Albrecht VII. von Schwarzburg-Rudolstadt

Albrecht VII. von Schwarzburg-Rudolstadt, auch: Albert VII. (* 16. Januar 1537 in Sondershausen; † 10. April 1605 in Rudolstadt) war Regent von Schwarzburg-Rudolstadt und stammte aus dem Haus Schwarzburg. Er war Stifter der Linie Rudolstadt.

## Leben
Albrecht war ein Sohn Graf Günthers XL. von Schwarzburg und dessen Gemahlin Elisabeth, geborene Gräfin von Isenburg-Büdingen zu Ronneburg. Der Graf wurde als Kind am 20. April 1550 zusammen mit dem Grafen Hugo von Mansfeld und einem Lehrer von dem Raubritter Jobst Hacke in Sondershausen entführt. Das Ziel der Entführung war Graf Hugo, sodass Albrecht und sein Lehrer wenig später wieder freigelassen wurden. Graf Hugo erhielt die Freiheit nach zwei Jahren verbunden mit einer finanziellen Transaktion. Albrecht studierte ab 1550 an den Universitäten Erfurt, Jena und Löwen. 1555 wurde eine Reise zur Universitätsstadt Padua unternommen. Alle schwarzburgischen Besitzungen, abgesehen von der Herrschaft Leutenberg, waren noch unter dem Vater vereint. Nach dessen Tode 1552 hatte der 15-jährige Albrecht ebenso wie auch seine Brüder Günther XLI., Johann Günther und Wilhelm Anspruch auf das Erbe. Günther und Johann Günther übernahmen 1552 gemeinsam die Regentschaft der Grafschaft. Albrecht und Wilhelm waren zu dieser Zeit noch unmündig.
1563 nahm Albrecht mit seinen Brüdern Günther und Wilhelm unter dem dänischen König Friedrich II. im Dreikronenkrieg gegen Schweden teil. Günther war oberster Feldherr im Krieg. Albrecht erlebte Kampfhandlungen und kehrte 1565 in die Heimat zurück. Albrecht unterzeichnete die Konkordienformel der lutherischen Kirche von 1577 und das Konkordienbuch von 1580. Im Jahr 1570 wurde im Vertrag von Speyer die sogenannte erste schwarzburgische Landesteilung niedergeschrieben. In der Konsequenz regierten Albrecht und Günther die Oberherrschaft der Grafschaft und Johann Günther und Wilhelm die Unterherrschaft der Grafschaft. Das Gebiet der ungeteilten Grafschaft bestand aus zwei nicht zusammenhängenden Gebieten. Die Besitzungen im Norden mit den Städten Sondershausen und Frankenhausen wurden als Unterherrschaft bezeichnet. Das Gebiet im Süden mit den Städten Rudolstadt und Arnstadt hieß die Oberherrschaft.
Die gemeinsame Regierung von Albrecht und Günther in der Oberherrschaft gelang nicht, sodass die Oberherrschaft wiederum geteilt wurde. Albrecht hatte seine Residenz sodann in Rudolstadt und Günther in Arnstadt. Albrecht überlebte seine Brüder, wobei zwei kinderlos starben. Günther starb 1583, Johann Günther 1586 und Wilhelm 1598. Johann Günther hatte Söhne mit denen Albrecht verhandelte und in Stadtilm einen Vertrag schloss. So wurden 1599 zwei neu zugeschnittene Territorien gebildet, die nahezu unverändert über 300 Jahre existierten. Die zwei Grafschaften der Linien Rudolstadt und Sondershausen werden sich etwa 100 Jahre später zu Fürstentümern entwickeln. Albrecht als Graf von Schwarzburg-Rudolstadt hatte nunmehr den Besitz um Rudolstadt und Frankenhausen. Hingegen gehörten die Gebiete um Sondershausen und Arnstadt zur Grafschaft Schwarzburg-Sondershausen.
Der Graf verstarb am 10. April 1605 in Rudolstadt.

## Nachkommen

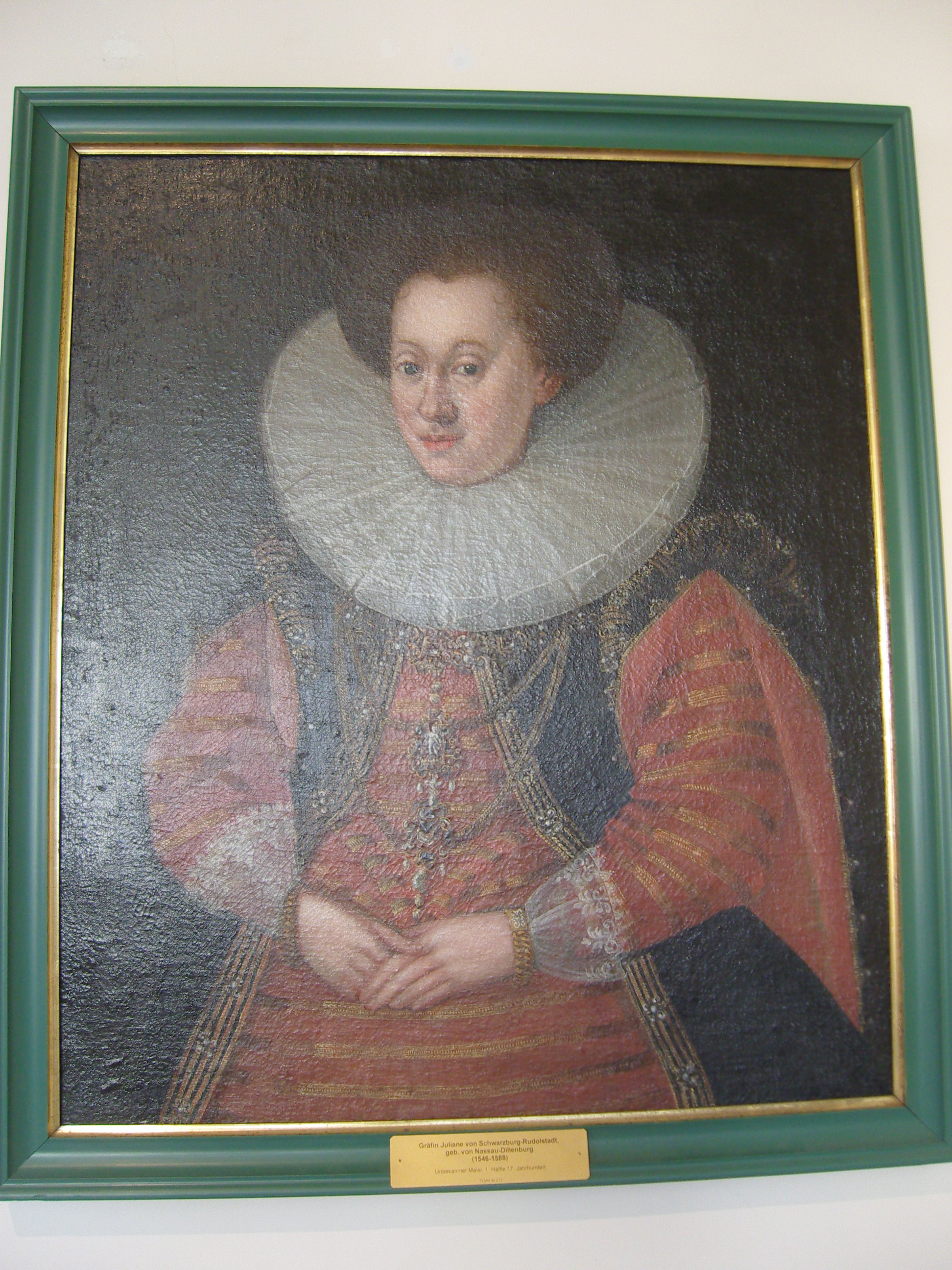
Juliane von Nassau-Dillenburg

Albrecht war in erster Ehe seit 1575 mit Juliane (1546–1588), Tochter Wilhelm des Reichen, Graf von Nassau-Dillenburg verheiratet. Folgende zehn Kinder stammen aus seiner ersten Ehe:
- Karl Günther (1576–1630), Graf von Schwarzburg-Rudolstadt
- Elisabeth Juliane (1578–1658)
- Sophie (1579–1630), heiratete 1595 Jobst II. Graf von Barby-Mühlingen
- Magdalene (1580–1652), heiratete 1597 Heinrich II. Reuß zu Gera
- Ludwig Günther I. (1581–1646), Graf von Schwarzburg-Rudolstadt
- Albrecht Günther (1582–1634), Graf von Schwarzburg-Rudolstadt
- Anna Sibylle (1584–1623), heiratete 1612 Graf Christian Günther I. von Schwarzburg-Sondershausen
- Catharine Marie (1585–1650)
- Dorothea Susanne (1587–1662)
- Heinrich Günther (1588–1589)

Albrecht ehelichte in zweiter Ehe 1591 Albertine Elisabeth (1568–1617), Tochter des Grafen Reinhard II. von Leiningen-Westerburg. Diese Ehe blieb kinderlos.